# Mukameneke
Mukameneke är ett vattendrag i Burundi.   Det ligger i provinsen Muyinga, i den norra delen av landet, 110 km nordost om huvudstaden Bujumbura.
Omgivningarna runt Mukameneke är huvudsakligen savann. Runt Mukameneke är det tätbefolkat, med 511 invånare per kvadratkilometer.